# Aliabad-e Band
Aliabad-e Band (perski: علي ابادبند) – wieś w Iranie, w ostanie Markazi. W 2006 roku miejscowość liczyła 13 mieszkańców w 4 rodzinach.